# 風が見た風景
『風が見た風景』（かぜがみたふうけい）は、テレビ朝日がかつてBSアナログハイビジョン実用化試験放送として放送していた全編ハイビジョン収録による紀行番組。2005年現在でもBS朝日で不定期で放送されている。